# Порто Пало Ест
Порто Пало Ест је насеље у Италији у округу Агриђенто, региону Сицилија.
Према процени из 2011. у насељу је живело 17 становника. Насеље се налази на надморској висини од 12 м.